# Schefflerodendron
Genre
Schefflerodendron est un genre de plantes à fleurs dicotylédones de la famille des Fabaceae, sous-famille des Faboideae, originaire d'Afrique, qui comprend quatre espèces acceptées.

## Liste d'espèces
Selon The Plant List (26 novembre 2018) :
- Schefflerodendron adenopetalum (Taub.) Harms
- Schefflerodendron gabonense Pellegr.
- Schefflerodendron gilbertianum J.Leonard & Lat.-Marl.
- Schefflerodendron usambarense Harms